# 望安～將軍25kV電纜
望安～將軍25kV電纜為目前興建中，橫跨臺灣澎湖縣望安鄉與將軍澳嶼之間的輸電用海底電纜，由台灣電力公司所興建，澎湖區營業處負責營運維護，該海纜自望安發電廠輸出，供應將軍嶼全島用電，原為架空鐵塔方式輸電，又有望將鐵塔稱呼，為全澎湖唯一仍使用架空跨海鐵塔的輸電線，後預計改為海底電纜，鐵塔將在海纜完工後功成身退拆除。

## 沿革

### 背景

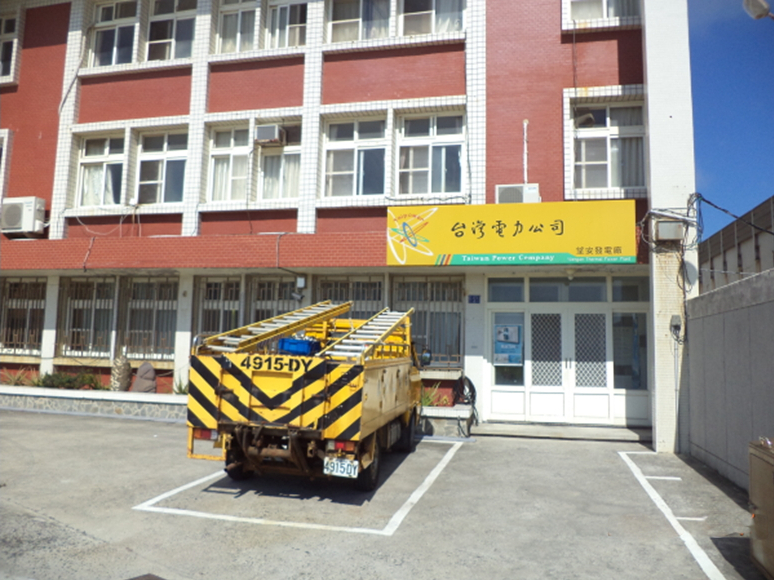
台灣電力公司望安發電廠，為望將電纜的起點。

1964年以前澎湖群島僅有澎湖本島周邊有電力供應，其餘島嶼維持無電可用的狀況，1964年以後，澎湖縣政府與台電公司合作，向聯合國兒童基金會爭取5部30kW柴油發電機，完成望安鄉八罩島（望安島舊稱）與將軍澳嶼電化工程，其中將軍嶼電化工程共斥資新臺幣89萬4千8百元。
1974年1月17日行政院核定「台灣電力公司接辦臺灣離島電業實施方案」，台電公司陸續展開各離島電業接辦計畫，1977年台電公司正式接辦望安鄉含將軍澳嶼在內的供電業務，並興建自望安發電廠出發，以3.3kV電壓輸出，橫跨望將之間的潭門水道，供應將軍嶼全島用電，當時以木桿做電纜架設基礎。

### 望將鐵塔

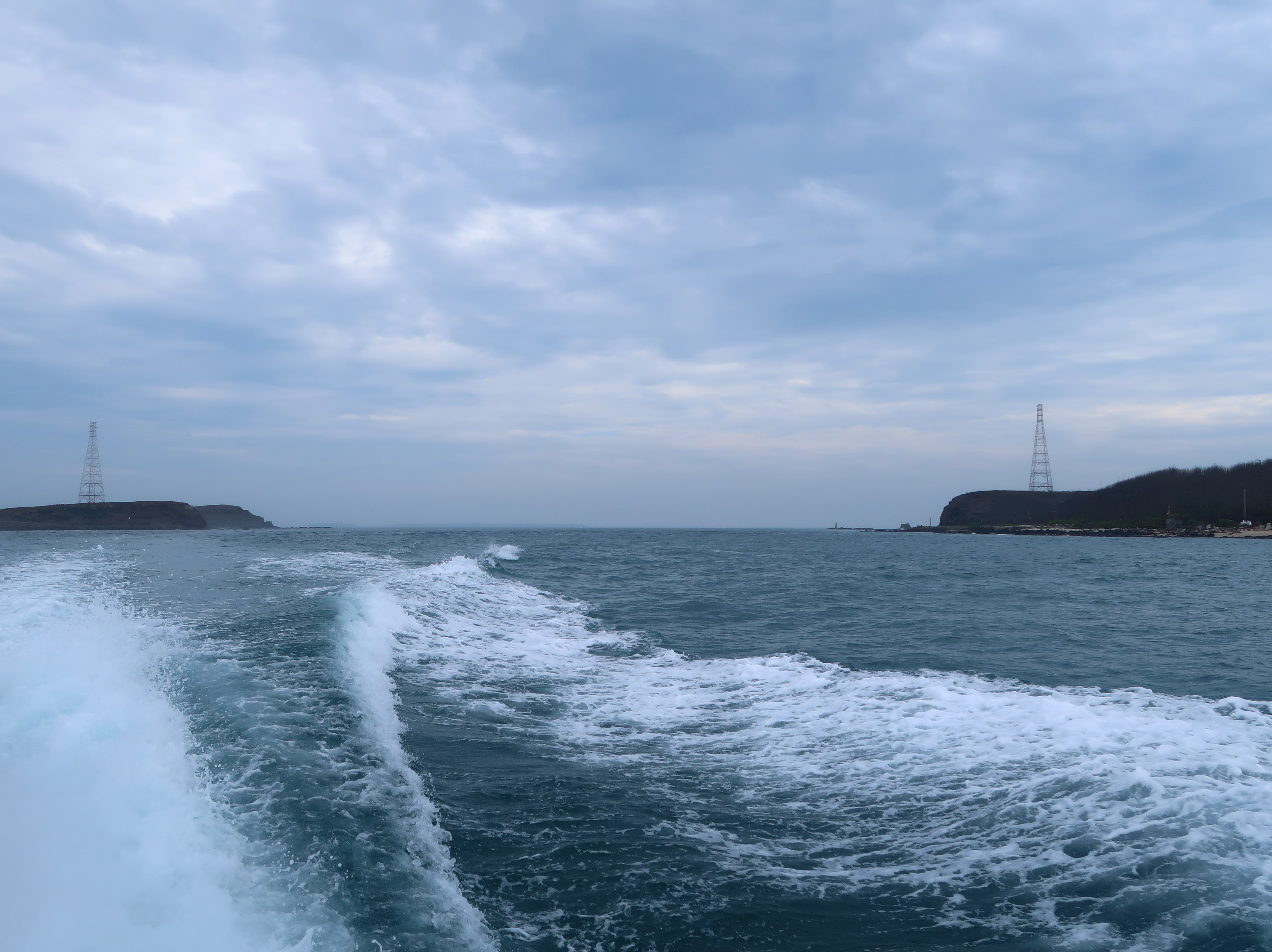
由潭門水道北望望安（左側）與將軍（右側）兩島。圖中左右兩邊各有一座鐵塔，就是台電公司的望將鐵塔。

1986年中度颱風韋恩侵襲，造成望將之間電力木桿毀壞殆盡，為加強電網，風災後台電改以鐵塔方式重新搭建望將電纜。2014年再進行鐵塔重建工程，新建鐵塔塔高43公尺、跨距達460公尺，並由澎湖區營業處委託嘉南供電區營運處臺南工程隊每年實施定期保養維護工作。
2018年5月3日將軍嶼一處廢棄林地清晨發生無名火，火勢影響到鄰近的望將鐵塔輸電線，造成將軍嶼全島399戶停電，而當時也正值將軍澳嶼旅遊旺季，因此望安鄉鄉長許賢德緊急請求台電維修人員登島搶修，於當日午後4時15分恢復供電。

### 望將海纜
因應望將鐵塔長年受海鹽強烈侵蝕影響，望將鐵塔保養不易，加上將軍澳嶼的觀光事業蓬勃發展，用電壓力日益增加，因此自2009年起開始辦理望安～將軍25kV電纜的敷設工程計畫，原訂2009年12月可完工啟用，後續遲至2011年5月才經澎湖區營業處對外招標，由日揚航業股份有限公司得標，總得標金額為新臺幣2億1,999萬8千元，預計敷設韓國LS Cable公司製造的25KV #1 AWG高壓單芯交連PE海底電纜，並預計在2012年1月15日完工啟用，不過後續卻無疾而終，望將鐵塔得以繼續使用。
2019年台電公司再度重啟望安~將軍25kV電纜計畫，這次總投資金額為新臺幣7千6百萬元，預計將於2020年6月發包，2021年3月完工加入系統，自此望將鐵塔將走入歷史拆除，不過因澎湖區營業處招標不順，2020年7月16日公告流標，該案退回重新審議，於2022年8月重新展開招標工作。
2024年5月開始施工，預計於2025年5月底完成海底電纜鋪設，並於同年9月加入系統供電。

## 技術諸元
- 電纜類型：25KV 單線 AWG高壓單芯交連PE海底電纜[7]，三相共計四條電纜。
- 輸電容量：
- 電壓等級：25千伏。